# Слуховая галлюцинация
Слуховая галлюцинация — форма галлюцинации, когда восприятие звуков происходит без слуховой стимуляции. 
Существует распространённая форма слуховых галлюцинаций, при которой человек слышит один или несколько голосов.

## Виды слуховых галлюцинаций

### Простые слуховые галлюцинации

#### Акоазмы
Характерны неречевые галлюцинации. При подобном виде галлюцинаций человек слышит отдельные звуки шума, шипения, грохота, жужжания. Зачастую встречаются наиболее конкретные звуки, связанные с определёнными предметами и явлениями: шаги, стуки, скрип половиц и так далее.

#### Фонемы
Характерны наиболее простые речевые обманы в виде окриков, отдельных слогов или отрывков слов.

### Сложные слуховые галлюцинации
Обычно человек слышит цельный диалог или монолог.

#### Галлюцинации музыкального содержания
При данном виде галлюцинаций может слышаться игра музыкальных инструментов, пение, хор, известные мелодии или их отрывки и даже незнакомая музыка.
Потенциальные причины музыкальных галлюцинаций:
- металкогольные психозы: зачастую это вульгарные частушки, непристойные песни, песни пьяных компаний.
- эпилептический психоз: при эпилептическом психозе галлюцинации музыкального происхождения чаще выглядят как звучание орга́на, духовная музыка, звон церковных колоколов, звуки волшебной, «небесной» музыки[2].
- шизофрения.
- височная эпилепсия.

#### Вербальные (словесные) галлюцинации
При вербальных галлюцинациях слышатся отдельные слова, разговоры или фразы. Содержание высказываний может быть абсурдным, лишённым всякого смысла, однако чаще всего вербальные галлюцинации выражают идеи и мысли, небезразличные больным. С. С. Корсаков рассматривал галлюцинации такого рода как мысли, одетые в яркую чувственную оболочку. В. А. Гиляровский указывал, что галлюцинаторные расстройства напрямую связаны с внутренним миром человека, его душевным состоянием. В них выражаются нарушения психической деятельности, личностные качества, динамика болезни. В частности, в их структуре можно обнаружить расстройства других психических процессов: мышления (например, его разорванность), воли (эхолалия) и так далее.
Существует большое количество видов вербальных галлюцинаций, в зависимости от их фабулы. Среди них различают:
- Комментирующие (оценочные) галлюцинации. Отражается мнение голосов о поведении пациента. Мнение может иметь различный оттенок: например, доброжелательный или осуждающий. «Голоса» могут характеризовать и оценивать теперешние, прошлые поступки или намерения на будущее[2].
- Угрожающие. Галлюцинации могут приобретать угрожающий характер, созвучный бредовым идеям преследования. Воспринимаются мнимые угрозы убийства, пыток, дискредитации. Иногда имеют отчетливо выраженную садистическую окраску[2].
- Императивные галлюцинации. Тип вербальных галлюцинаций, носящий социальную опасность. Содержит приказы что-то делать или запреты на действия, совершить поступки, прямо противоречащие сознательным намерениям: в том числе, осуществить попытку самоубийства или членовредительства, отказаться от приёма пищи, лекарства или беседы с врачом и так далее. Эти распоряжения больные чаще относят на свой счёт.

Иногда приказания голосов бывают «разумными». Под влиянием галлюцинаций больной может обратиться за помощью к врачу, не осознавая при этом, что присутствует факт психического расстройства.

## Потенциальные причины
Одна из основных причин слуховых галлюцинаций, в случае психотических пациентов, — шизофрения. В подобных случаях у пациентов проявляется последовательное увеличение деятельности таламических и подкорковых ядер полосатого тела, гипоталамуса и паракаемчатых областей; подтверждённое позитронно-эмиссионной и магнитно-резонансной томографией. Другое сравнительное исследование пациентов выявило увеличение белого вещества в височной области и объёмов серого вещества в височной части (в тех областях, которые крайне важны для внутренней и внешней речи). Подразумевается, что и функциональные, и структурные отклонения в мозге могут вызвать слуховые галлюцинации, однако и те, и другие могут иметь генетический компонент. Известно, что аффективное расстройство также может вызывать слуховые галлюцинации, но более умеренные, чем вызванные психозом. Слуховые галлюцинации — относительно распространенные осложнения серьезных нейрокогнитивных расстройств (слабоумия), таких как болезнь Альцгеймера.
Исследования показали, что слуховые галлюцинации, в частности комментирующие голоса и голоса, приказывающие нанести вред себе или другим, встречаются гораздо чаще у тех пациентов с психозом, кто пережил в детстве физическое или сексуальное насилие, чем у тех психотических пациентов, которые в детстве не подвергались насилию. При этом чем сильнее форма насилия (инцест или сочетание как физического, так и сексуального насилия над детьми), тем сильнее степень галлюцинаций. Если эпизоды насилия были многократными, это тоже влияло на риск развития галлюцинаций. Отмечено, что содержание галлюцинаций у людей, ставших жертвами сексуального насилия в детстве, включает как элементы флэшбэков (вспышек воспоминаний о травматическом опыте), так и более символические воплощения травматического переживания. Например, женщина, которая подвергалась сексуальному насилию со стороны своего отца с 5-летнего возраста, слышала «мужские голоса, раздававшиеся вне её головы, и детские голоса, кричащие внутри головы». В другом случае, когда пациентка испытывала галлюцинации, приказывавшие ей убить себя, она идентифицировала этот голос как голос того, кто совершил насилие.

## Диагностика и методы лечения

### Фармацевтические препараты
Основные медикаменты, используемые при лечении слуховых галлюцинаций, — это антипсихотические препараты, которые влияют на метаболизм дофамина. Если основной диагноз — аффективное расстройство, то часто дополнительно применяются антидепрессанты или нормотимики. Перечисленные лекарства позволяют человеку нормально функционировать, но по сути не являются лечением, так как не устраняют первопричину нарушения мышления.

### Психологические методы лечения
Выявлено, что когнитивная терапия помогла снизить частоту и мучительность слуховых галлюцинаций, особенно при наличии других психотических симптомов. Интенсивная поддерживающая терапия, как выяснилось, уменьшала частоту слуховых галлюцинаций и повышала сопротивляемость пациента к галлюцинациям, приводила к значительному уменьшению их негативного воздействия. Другие когнитивные и поведенческие методы лечения применялись со смешанным успехом.

### Экспериментальные и нетрадиционные методы лечения
В последние годы изучена повторяющаяся транскраниальная магнитная стимуляция (ТМС) как биологический метод лечения слуховых галлюцинаций. ТМС влияет на нейронную активность корковых областей, отвечающих за речь. Исследования показали, что, когда ТМС используется в качестве дополнения к антипсихотическому лечению в сложных случаях, частота и интенсивность слуховых галлюцинаций может уменьшаться. Другим источником для нетрадиционных методов является открытие международного движения слышащих голоса.

## Текущие исследования

### Непсихотическая симптоматика
Продолжаются исследования слуховых галлюцинаций, не являющихся симптомом того или иного психотического заболевания. Чаще всего звуковые галлюцинации возникают без психотической симптоматики у детей препубертатного возраста. Эти исследования выявили, что примечательно высокий процент детей (до 14 % опрошенных) слышали звуки или голоса без какой-либо внешней причины; хотя нужно также отметить, что «звуки», как полагают психиатры, не являются примерами слуховых галлюцинаций. Важно отличать слуховые галлюцинации от «звуков» или обычного внутреннего диалога, поскольку эти явления не свойственны для психического заболевания.

### Причины
Причины слуховых галлюцинаций при непсихотической симптоматике неясны. Доктор Даремского университета Чарльз Фернихо, исследуя роль внутреннего голоса при слуховых галлюцинациях, предлагает две альтернативные гипотезы происхождения слуховых галлюцинаций у людей, не страдающих психозом. Обе версии основаны на исследовании процесса интернализации внутреннего голоса.

#### Интернализация внутреннего голоса
Процесс интернализации внутреннего голоса — это процесс формирования внутреннего голоса в период раннего детства, он может быть разделен на четыре уровня:
- Первый уровень (внешний диалог) даёт возможность поддержать внешний диалог с другим человеком, например когда малыш говорит со своими родителями.
- Второй уровень (частная речь) включает возможность вести внешний диалог; замечено, что дети комментируют процесс игры, играя с куклами или другими игрушками.
- Третий уровень (расширенная внутренняя речь) является первым внутренним уровнем речи. Позволяет вести внутренние монологи, при чтении про себя или просмотре списков.
- Четвертый уровень (уплотнение внутренней речи) является заключительным уровнем процесса интернализации. Позволяет просто думать без потребности выражать мысли словами, чтобы уловить значение мысли.

#### Нарушение интернализации
Смешивание
Нарушение может произойти во время нормального процесса усвоения внутреннего голоса, когда человек не может идентифицировать свой собственный внутренний голос. Таким образом, смешиваются первый и четвёртый уровень интернализации.
Расширение
Нарушение может проявляться при интернализации внутреннего голоса, когда появляется второй. который кажется человеку чуждым; проблема происходит при смещении четвёртого и первого уровня.

### Лечение
При психофармакологическом лечении используются антипсихотические препараты. Исследования в области психологии показали, что первым шагом в лечении пациента является осознание того, что голоса, которые он слышит, являются плодом его воображения. Понимание этого позволяет пациентам вновь обрести контроль над своей жизнью. Дополнительное психологическое вмешательство, может влиять на процесс управления слуховыми галлюцинациями, но для доказательства этого требуются дополнительные исследования.